# Brachiaphodius eccoptus
Brachiaphodius eccoptus är en skalbaggsart som beskrevs av Bates 1889. Brachiaphodius eccoptus ingår i släktet Brachiaphodius och familjen Aphodiidae. Inga underarter finns listade.